# Patro
Patro, verkorting van patronage (Frans voor "behoeden", "bevoogden"), was oorspronkelijk een sociaal-christelijk initiatief om kinderen, voornamelijk van arbeiders, vorming en zinvolle tijdsbesteding te geven.

## Geschiedenis
Begin 1800 ontstond de beweging in Frankrijk. In België werd een eerste afdeling opgericht in Gent in 1850. Aanvankelijk waren deze afdelingen sterk parochiaal gebonden. Men organiseerde 's zondags spel- en vormingsmomenten. Aanvankelijk vanuit de patronaatsgedachte, waar de geëngageerde burgerij catechese gaf aan de sociaal zwakkeren. In 1924 ontstond er een overkoepelend verbond en evolueerde men naar een jeugdbeweging onder andere door elementen van scouting over te nemen. Na de Tweede Wereldoorlog ging de Vlaamse tak zijn eigen weg onder de naam Chiro. In het Franstalig landsgedeelte werkt men verder onder de naam PATRO. Het hoofdkwartier is nog steeds in Gilly.